# Dwoista Baszta (Góra Zborów)

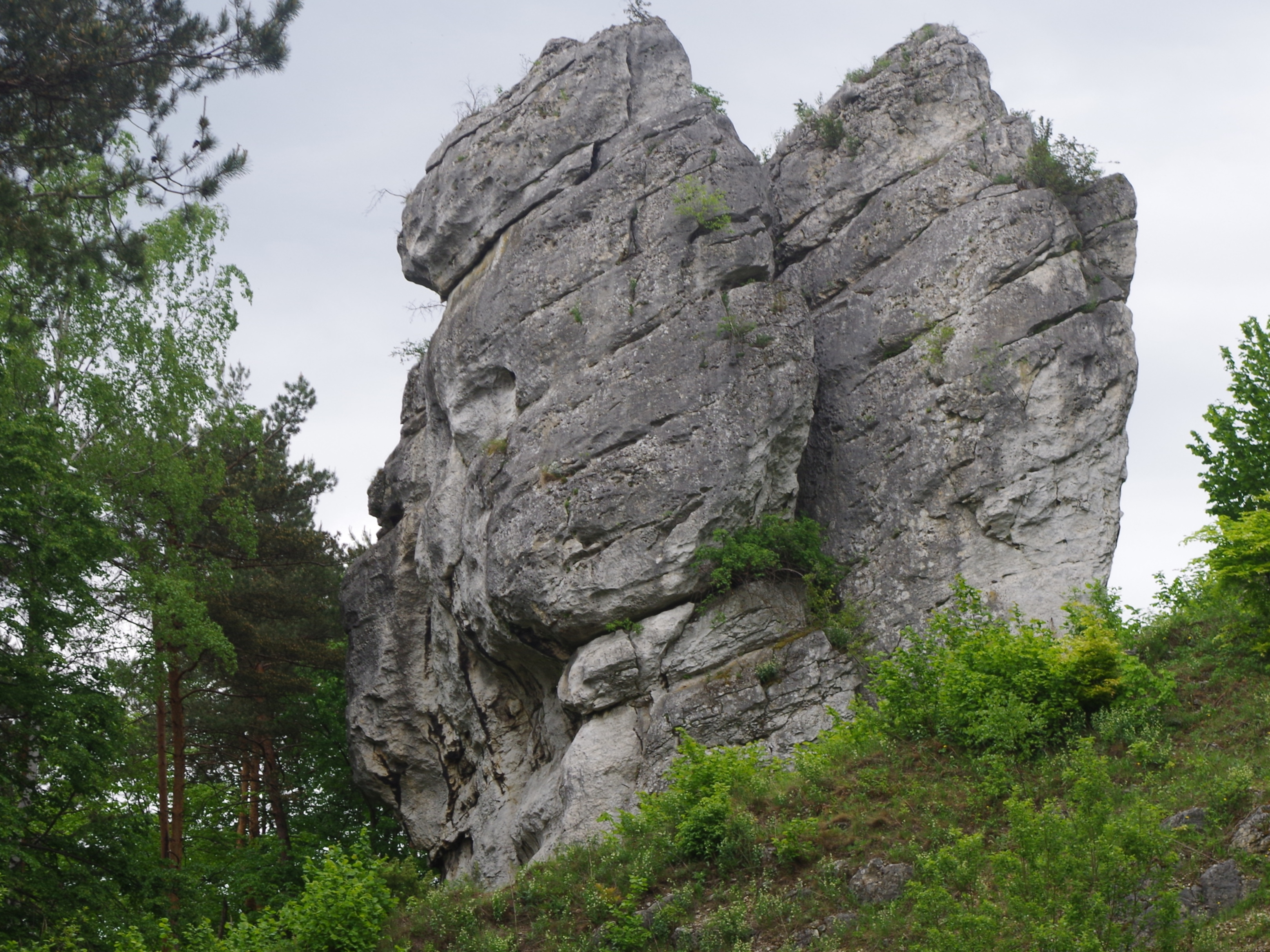
Dwoista Baszta

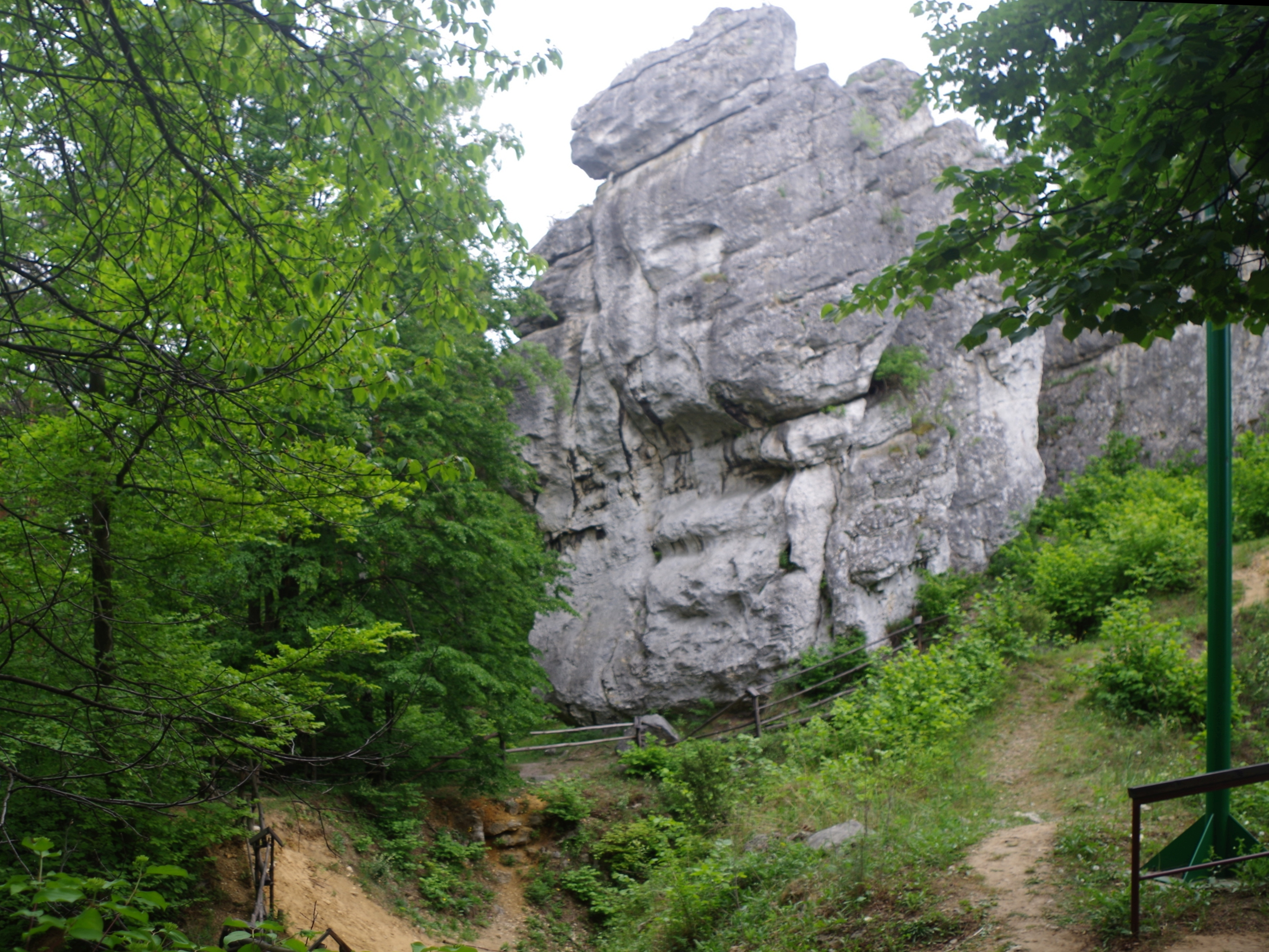

Dwoista Baszta, Dwoista Turnia – skała u zachodniego podnóża Góry Zborów na Wyżynie Częstochowskiej, w obrębie wsi Kroczyce w województwie śląskim, powiecie zawierciańskim, w gminie Kroczyce. U jej podnóża znajduje się wejście do Jaskini Głębokiej. Od południowej strony Dwoista Baszta sąsiaduje z Kruczymi Skałami. Wszystkie te obiekty znajdują się w obrębie rezerwatu przyrody Góra Zborów.

## Drogi wspinaczkowe
Zbudowana z wapienia Dwoista Baszta jest jednym z obiektów wspinaczkowych dla wspinaczy skalnych. Ma wysokość 15 m i postać dwóch stojących koło siebie turni. Wspinacze skalni nazywają ją Dwoistą Turnią i poprowadzili w niej 18 dróg wspinaczkowych (w tym kilka wariantów) o trudności od III do VI.5/5+ w skali Kurtyki. Niemal wszystkie mają zamontowane stałe punkty asekuracyjne: ringi (r), stanowisko zjazdowe (st) lub ring zjazdowy (rz).

Dwoista Turnia I
1. Tylko dla dorosłych; 6r + st, VI.3, 16 m
2. No fishing; 4r + st, VI.1+, 18 m
3. Rysa Kordysa; 3r + st, VI.2, 18 m
4. Rozmowy intymne; 5r + st, VI.4, 18 m
5. Brytan językowy; 5r + st, VI.5/5+, 18 m
6. Worek kości; 6r + st, VI.2, 18 m
7. Ostrewka; 2r + st, VI+, 18 m
8. Zejściowa; III, 18 m[3].

Dwoista Turnia II
1. Drobne kanty; 1r + rz, VI.1+, 16 m
2. In-a-gadda-da-vida; 4r + st, VI.3+/4, 16 m
3. Tasiemiec; 5r + st, VI.1+, 15 m
4. Bez nazwy; VI, 15 m
5. Bez nazwy; 4r + st, 15 m
6. Załóż gumę na instrument; 4r + st, VI.2+, 15 m[3].

Dwoista Turnia III
1. Tańcowała Małgorzatka; 4r + st, VI.1+, 15 m
2. Komin Dwoistej; III, 17 m
3. Bez kantów; 4r + st, VI.2+, 17 m
4. Kurwistość świata; 1r, VI.3+/4, 17 m[3].